# Atlético Dallas
Atlético Dallas é uma futura equipe profissional de futebol masculino sediada em Garland, no estado do Texas, Estados Unidos. Fundado em 2024, o clube pretende estrear na USL Championship em 2027.

## História
Em 19 de novembro de 2024, a USL concedeu uma franquia de expansão à cidade de Garland, Texas. O grupo proprietário é composto por Matt Valentine, Sam Morton, Luther Ott e Dan McAlone.
Em 2 de maio de 2025, o clube revelou seu nome e escudo, com a nomenclatura inspirada no clube espanhol Atlético de Madrid.

## Cores e escudo
O escudo do clube é um brasão negro contendo uma cascavel, representando velocidade e perigo, lutando contra um lobo mexicano, símbolo de astúcia e trabalho em equipe. As cores oficiais do Atlético Dallas são Blackland Crude (preto petróleo), Texas Topaz (azul topázio) e Silver Ore (prata mineral).